# SLM Re 456
La SLM Re 456 es una locomotora de cuatro ejes con tecnología de convertidor, que fue desarrollada a finales de los 80 por SLM y BBC (más tarde ABB) y diseñada para los ferrocarriles privados suizos.

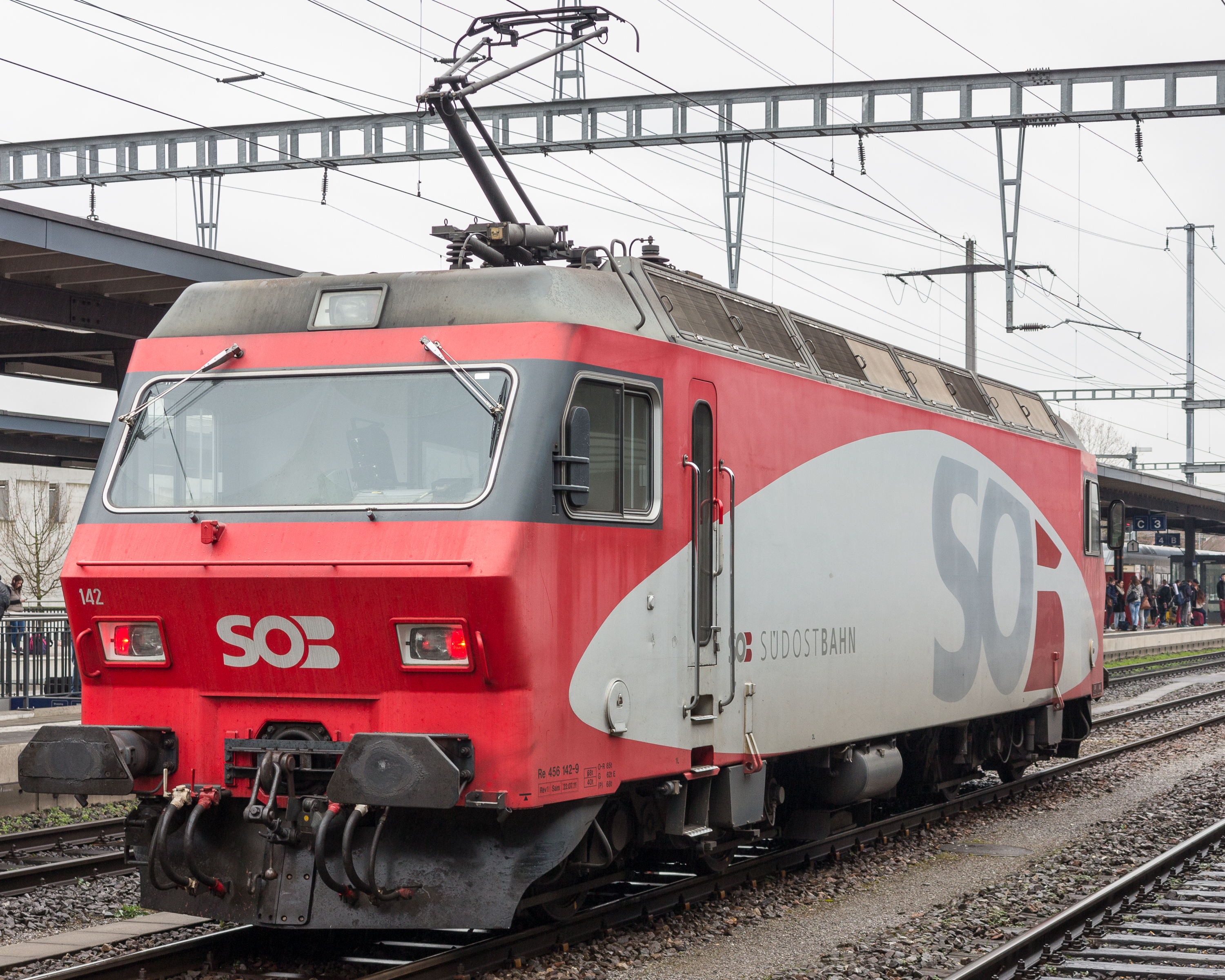
SOB Re 456 No: 142-9

A principios de la década de 1980, la Oficina Federal de Transporte (FOT) pidió a varias empresas ferroviarias suizas que aclararan la necesidad de una locomotora de gama media. En ese momento, solo Bodensee-Toggenburg-Bahn (BT) necesitaba una locomotora con una potencia de 3 MW y una velocidad máxima de 130 km / h. Basándose en la experiencia con la tecnología de convertidores realizada con el SBB Ee 6/6 II, el DB E 120 y el NSB El 17, la BAV aprobó la financiación (con foco en el desarrollo) de un tipo de locomotora con convertidores en tecnología GTO .

## Datos
- Numeración: BT 91–96, VHB 142–143, SZU 42–47
- Total construido: 14
- Fabricante: SLM Winterthur, BBC Baden, ABB Zúrich
- Año (s): 1987, 1993
- Fórmula del eje: Bo'Bo '
- Longitud sobre topes: 16.600 mm
- Peso vacío: 68–69 t
- Velocidad máxima: 130 km / h
- Potencia continua: 3200 kW
- Esfuerzo de tracción inicial: 240 kN
- Transmisión de energía: línea aérea

- Datos: Q685818
- Multimedia: SLM Re 456 / Q685818